# 이미자 (농구 선수)
이미자(1963년 9월 6일 ~ )는 1984년 하계 올림픽에 참가한 한국의 전 농구 선수이다.선일고등학교 
졸업생. 84 LA올림픽 은메달 리스트